# Demografia de Malta
A população de Malta está estimada em 399.867 pessoas que são, na sua grande maioria, habitantes das áreas urbanas. Etnicamente, 95% são naturais de Malta e os restantes são ingleses ou descendentes de italianos, além de alguns italianos e espanhóis. Malta é um dos países com maior densidade populacional do mundo, com cerca de 1.265 habitantes por quilómetro quadrado. As línguas oficiais são o inglês e o maltês.

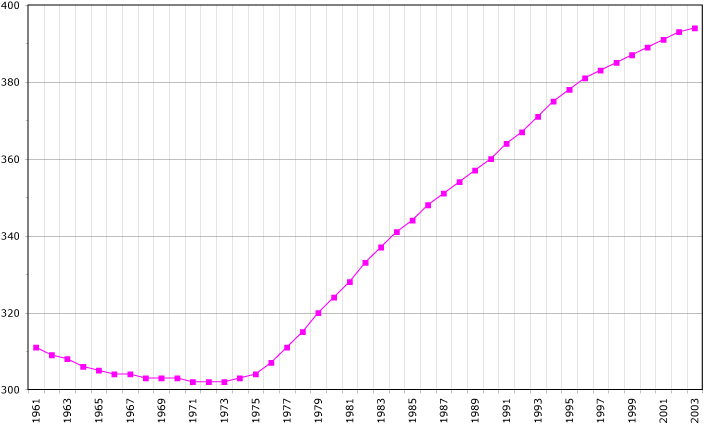
Demografia de Malta, ano de 2005; Número de habitantes em milhares.